# God's Country: George Jones and Friends
Albums de George Jones & Divers
Hits I Missed...And One I Didn't
(2005) Kicking Out the Footlights...Again
(2006)
God's Country: George Jones and Friends est un album hommage à l'artiste américain de musique country George Jones. Cet album est sorti le 17 octobre 2005 sur le label Category 5 Records. Il comprend plusieurs chansons très connues de Jones, comme "White Lightning" ou "He Stopped Loving Her Today," ainsi que d'autres tubes de Jones. Des artistes divers réalisent des reprises de Jones sur cet album ; entre autres Vince Gill, Tanya Tucker et Sammy Kershaw. Jones chante également la chanson-titre "God's Country." "God's Country" est la première nouvelle chanson de Jones en cinq ans. Cet album comprend aussi un DVD making-of de l'album. George Jones apparait sur l'album avec l'autorisation de Bandit Records.

## Liste des pistes
| No  | Titre                                                            | Auteur                              | Durée |
| --- | ---------------------------------------------------------------- | ----------------------------------- | ----- |
| 1.  | God's Country par George Jones                                   | Coty, Henderson, Melton             | 2:58  |
| 2.  | She Thinks I Still Care par Vince Gill                           | Lee                                 | 3:02  |
| 3.  | Walk Through This World With Me par Mark Chesnutt                | Savage, Seamons                     | 2:54  |
| 4.  | Window Up Above par Tanya Tucker                                 | Jones                               | 4:06  |
| 5.  | Take Me par Pam Tillis                                           | Jones, Payne                        | 3:24  |
| 6.  | White Lightning par Joe Diffie                                   | Richardson                          | 2:40  |
| 7.  | He Stopped Loving Her Today par Sammy Kershaw                    | Braddock, Putman                    | 3:19  |
| 8.  | Beer Run par Garth Brooks & George Jones                         | Brooks, Jones                       | 3:02  |
| 9.  | Golden Rings/We're Gonna Hold On par Joe Diffie & Shonna Faegan  | Braddock, Jones, Montgomery, VanHoy | 4:39  |
| 10. | The One I Loved Back Then (The Corvette Song) par Tracy Lawrence | Gentry                              | 2:36  |

## DVD
Le DVD comprend le film « The Making of the Album Documentary. »

## Personnel
- Eddie Bayers – Batterie
- Mike Brignardello – Guitare basse
- Bob Bullock – Ingénieur du son
- Joe Chemay – Guitare basse
- Lisa Cochran – Chœurs
- J.T. Corenflos – Guitare électrique
- Bill Decker – Mixage
- Joe Diffie – Chœurs
- Dan Dugmore – Steel guitar
- Stuart Duncan – Fiddle
- Buddy Emmons – Steel guitar
- Brandon Epps – Assistant ingénieur du son
- Larry Franklin – Fiddle
- Paul Franklin – Steel guitar
- Derek Garten – Assistant ingénieur du son
- Tony Harrell – Piano
- Aubrey Haynie – Fiddle
- Wes Hightower – Chœurs
- John Hobbs – Piano
- Jim Hoke – Guitare acoustique, Harmonica
- John Jarvis – Piano
- Troy Lancaster – Guitare électrique
- Chris Leuzinger – Guitare électrique
- B. James Lowry – Guitare acoustique
- Liana Manis – Chœurs
- Sam Martin – Assistant ingénieur du son
- Brent Mason – Guitare électrique
- Andrew Mendelson – Mastering
- Mark Miller – Ingénieur du son
- Greg Morrow – Drums
- Gordon Mote – Piano
- Steve Nathan – Cordes
- Denny Purcell – Mastering
- Allen Reynolds – Producteur
- Michael Rhodes – Guitare basse
- John Wesley Ryles – Chœurs
- Hank Singer – Fiddle
- Brian Sutton – Guitare acoustique
- Pam Tillis – Chœurs
- Wanda Vick – Dobro
- Billy Joe Walker, Jr. – Producteur, Guitare classique
- Ginny Johnson Walker – Assistant de production
- Lonnie Wilson – Batterie
- Glenn Worf – Guitare basse

## Positions dans les charts

### Album
| Chart (2006)                      | Positions |
| --------------------------------- | --------- |
| U.S. Billboard Top Country Albums | 58        |
| U.S. Billboard Independent Albums | 46        |